# Brucheville
Brucheville est une ancienne commune française du département de la Manche en région Normandie, peuplée de 130 habitants.
Le 1er janvier 2019, la commune fusionne et intègre Carentan-les-Marais avec les autres communes de Catz, Montmartin-en-Graignes, Saint-Hilaire-Petitville et Vierville.

## Géographie
| Sainte-Marie-du-Mont, Hiesville | Sainte-Marie-du-Mont | Sainte-Marie-du-Mont, Mer de la Manche |
| Vierville                       | Brucheville          | Brévands                               |
| Vierville                       | Vierville            | Brévands                               |

## Toponymie
Le nom de la localité est attesté sous les formes Buschervilla au XIe siècle, Buschiervilla vers 1165 et Buchierville en 1409.
Si le deuxième élément correspond clairement à l'ancien français ville dans son sens originel de « domaine rural » issu du latin villa rustica, l'élément Bruche- est plus discuté. Albert Dauzat et Charles Rostaing proposent l'hypothèse du germanique brucca, « pont », tandis qu'Ernest Nègre y décèle le bas latin boscarius, « bûcheron », qui aurait engendré un anthroponyme lié à ce lieu puis aurait subi l'attraction de bruche, insecte nuisible. René Lepelley, quant à lui, évoque l'anthroponyme Boschier.
Le gentilé est Bruchevillais.

## Histoire

### Antiquité
En 1834, fut découvert une marmite et des débris attribués à l'époque romaine.

### Moyen Âge
Dans la première moitié du XIIe siècle, la paroisse relevait de l'honneur de Bricquebec.
En 1463, Richard Osbert, écuyer qui demeure en la paroisse de Valcanville est sieur de Brucheville. Brucheville est le berceau de la famille Osbert où elle possédait plusieurs fiefs.
Le village relevait principalement de l'évêché de Coutances.

### Époque contemporaine
Le 14 juin 2018, le conseil municipal de Carentan-les-Marais a voté l’intégration de la commune de Brucheville à la commune nouvelle, qui prendra effet à partir du 1er janvier 2019.

## Politique et administration
| Période                                  | Période       | Identité        | Étiquette | Qualité     |
| ---------------------------------------- | ------------- | --------------- | --------- | ----------- |
| (avant 2001)                             | mars 2008     | Eugène Groult   |           |             |
| mars 2008                                | décembre 2018 | André Tourainne | SE        | Agriculteur |
| Les données manquantes sont à compléter. |               |                 |           |             |

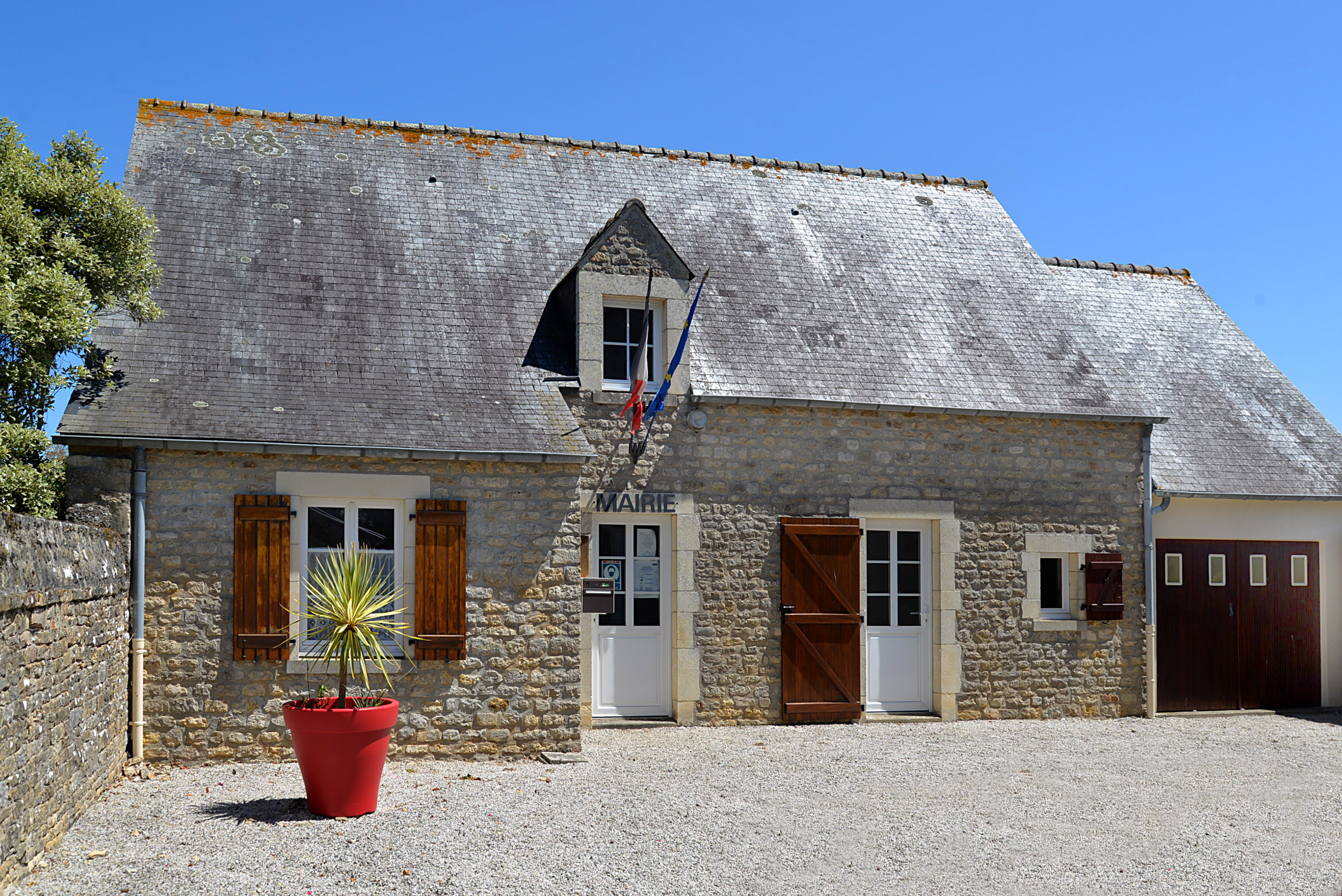
La mairie annexe.

Le conseil municipal était composé de onze membres dont le maire et un adjoint.
| Période                                  | Période  | Identité        | Étiquette | Qualité     |
| ---------------------------------------- | -------- | --------------- | --------- | ----------- |
| janvier 2019                             | mai 2020 | André Tourainne | SE        | Agriculteur |
| mai 2020                                 | En cours | Irène Duchemin  | SE        | Jardinière  |
| Les données manquantes sont à compléter. |          |                 |           |             |

## Démographie
L'évolution du nombre d'habitants est connue à travers les recensements de la population effectués dans la commune depuis 1793. À partir du 1er janvier 2009, les populations légales des communes sont publiées annuellement dans le cadre d'un recensement qui repose désormais sur une collecte d'information annuelle, concernant successivement tous les territoires communaux au cours d'une période de cinq ans. 
Pour les communes de moins de 10 000 habitants, une enquête de recensement portant sur toute la population est réalisée tous les cinq ans, les populations légales des années intermédiaires étant quant à elles estimées par interpolation ou extrapolation. Pour la commune, le premier recensement exhaustif entrant dans le cadre du nouveau dispositif a été réalisé en 2005,.
En 2021, la commune comptait 130 habitants, en évolution de −10,34 % par rapport à 2015 (Manche : +0,44 %, France hors Mayotte : +2,49 %). 
Brucheville a compté jusqu'à 468 habitants en 1806.
| 1793 | 1800 | 1806 | 1821 | 1831 | 1836 | 1841 | 1846 | 1851 |
| ---- | ---- | ---- | ---- | ---- | ---- | ---- | ---- | ---- |
| 372  | 374  | 468  | 456  | 334  | 342  | 339  | 345  | 338  |

| 1856 | 1861 | 1866 | 1872 | 1876 | 1881 | 1886 | 1891 | 1896 |
| ---- | ---- | ---- | ---- | ---- | ---- | ---- | ---- | ---- |
| 303  | 294  | 301  | 274  | 309  | 292  | 300  | 296  | 278  |

| 1901 | 1906 | 1911 | 1921 | 1926 | 1931 | 1936 | 1946 | 1954 |
| ---- | ---- | ---- | ---- | ---- | ---- | ---- | ---- | ---- |
| 261  | 255  | 237  | 255  | 263  | 228  | 245  | 237  | 223  |

| 1962 | 1968 | 1975 | 1982 | 1990 | 1999 | 2005 | 2010 | 2015 |
| ---- | ---- | ---- | ---- | ---- | ---- | ---- | ---- | ---- |
| 204  | 207  | 181  | 174  | 140  | 147  | 155  | 143  | 145  |

| 2018 | - | - | - | - | - | - | - | - |
| ---- | - | - | - | - | - | - | - | - |
| 139  | - | - | - | - | - | - | - | - |

## Économie
La commune se situe dans la zone géographique des appellations d'origine protégée (AOP) Beurre d'Isigny et Crème d'Isigny.

## Culture locale et patrimoine

### Lieux et monuments
- Église Saint-Hilaire des XIIe, XIVe – XVIIIe siècles, dont le clocher-tour roman du XIIe siècle est classé au titre des monuments historiques depuis le 15 juin 1954, le reste de l'édifice étant inscrit[20]. La nef date des XVIIIe et XIXe siècles, le chœur à deux travées gothiques du XIVe siècle, une travée romane supportant le clocher-tour du XIIe siècle et le portail latérale et en façade du XIIIe siècle et les fenêtres en façade du XVe siècle. Elle abrite un maître-autel et son retable du XVIIe, un bas-relief saint Hilaire terrassant le dragon du XIIe, une chaire à prêcher du XVIIe et un crucifix du XVIe[21].
- Manoir de Brucheville appelé « le manoir des Fontaines » des XVIIe – XIXe siècles, répertorié à l'Inventaire général du patrimoine culturel[22]. Le logis est un corps de bâtiment rectangulaire ; deux tours de plan carré placées sur l'angle flanquent l'élévation antérieure.
- Manoir de Beaucron du XVIe siècle, avec tour carrée au centre, et à l'arrière porte d'entrée du XVIIe siècle.
- Manoir de Barville du XVIe siècle, remarquable pour sa belle tour carrée dans la cour et sa tour ronde à l'arrière inscrit à l'Inventaire général du patrimoine culturel[23].
- Manoir de Bascardon, avec sa tourelle d'escalier.
- Manoir de Rochefort du XVIIe siècle. Ferme-manoir avec porte charretière, ancienne demeure de la famille Le Jolis de Villiers. C'est à Rochefort que naquit Guillaume Le Jolis, seigneur de Jonquay, officier des archers d'Henri IV anobli en 1595[21].
- Manoir la Fisée du XIXe siècle. Ferme-manoir occupée par les Géorgiens durant la Seconde Guerre mondiale.
- Manoir les Rousselières ou château de Brucheville du XVIIe siècle[24], ancienne demeure de la famille Le Jolis de Villiers. Façade avec lucarnes à bossages sous un grand toit derrière un porche double donnant accès à la cour.
- Manoir du Grand Néville du XVIe siècle[21], présentant une cheminée d’époque montrant le blason taillé dans la pierre de la famille Damtot. On y retrouve également une tourelle de cheminée. Au XXe siècle le manoir a appartenu à l'orphelinat d'Épron[réf. nécessaire].
- Stèle à l'emplacement de la piste d'aviation A-16 utilisée par la Royal Air Force pendant la bataille de Normandie[25].
- Ancien presbytère avec jardin remarquable.
- Croix de cimetière du XVe siècle et if funéraire multiséculaire.
- Mairie du XVIIe siècle.
- Anciens moulins.

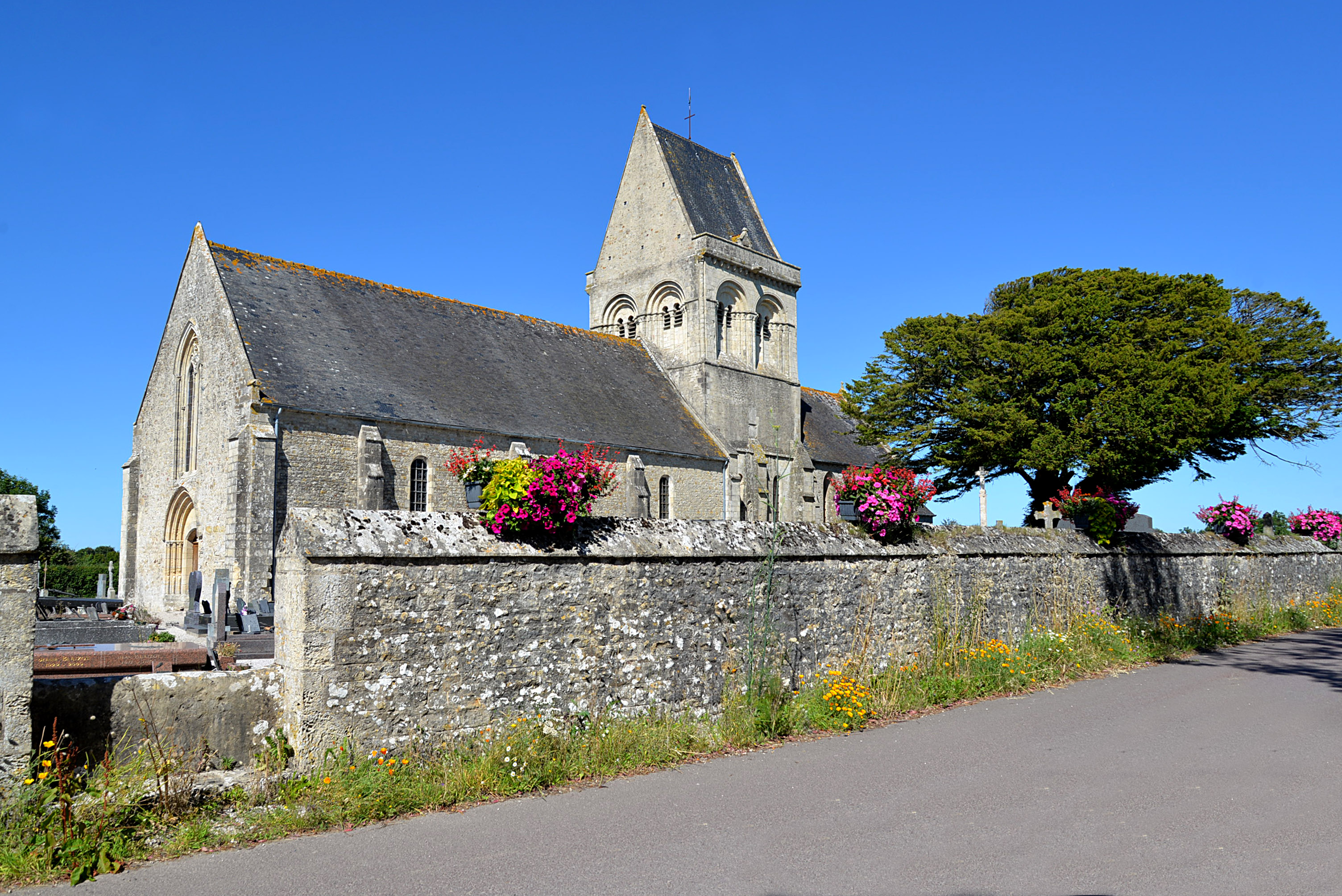
L'église Saint-Hilaire.
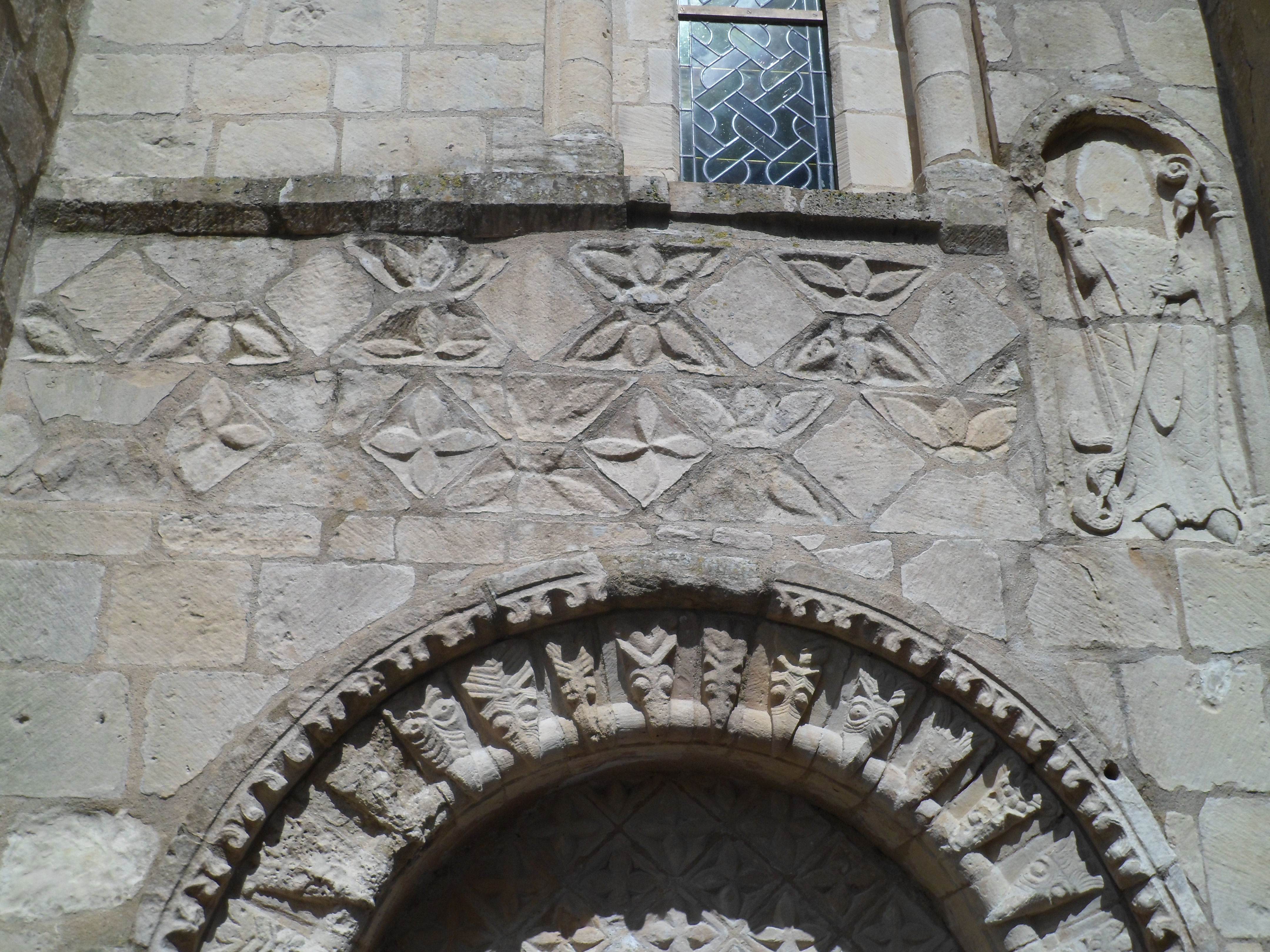
Bas-relief au-dessus du portail méridional.
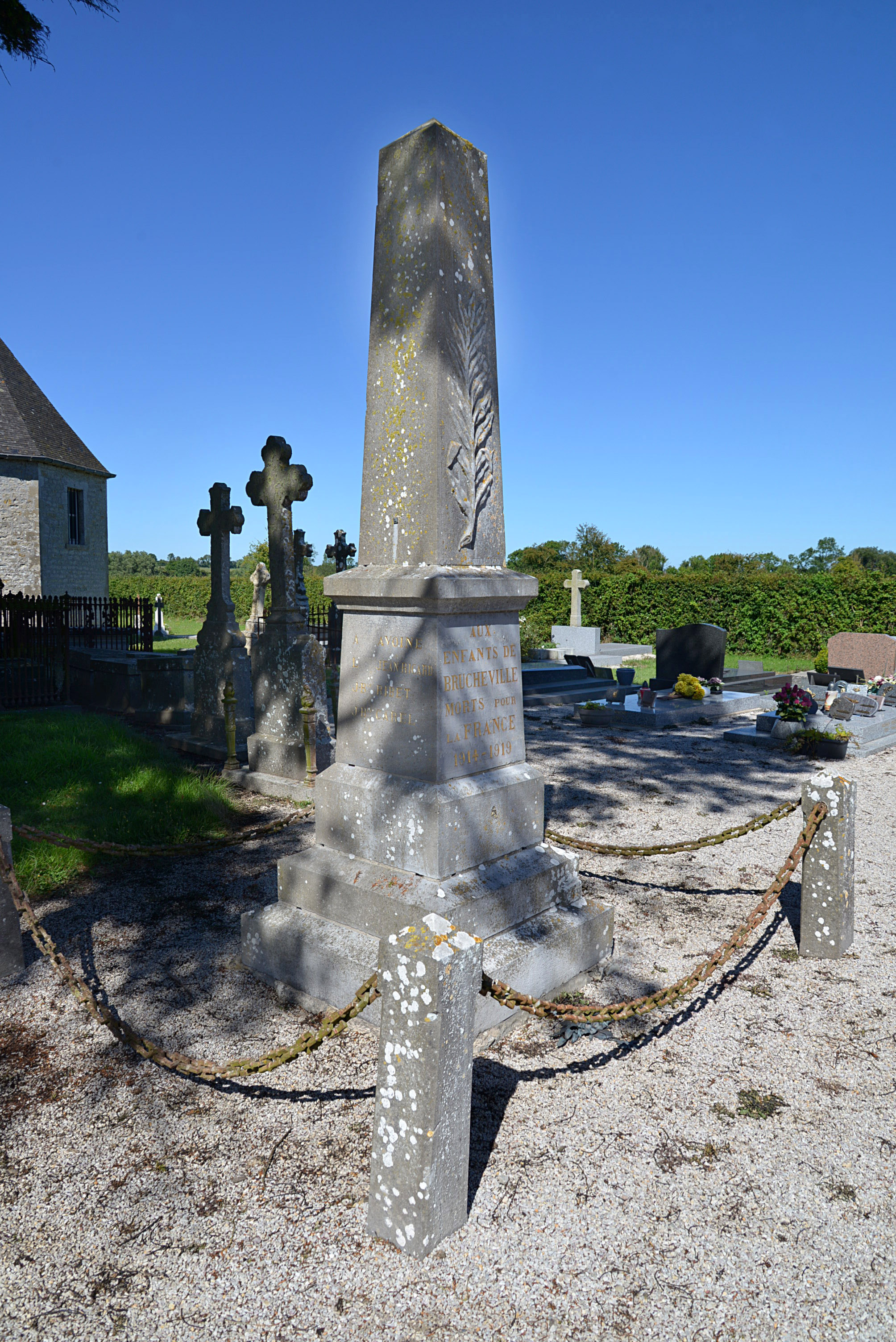
Le monument aux morts.

### Personnalités liées à la commune
- Famille Le Jolis de Villiers.